# Elviszlek Amerikába
Az Elviszlek Amerikába Nagy Gabriella magyar író negyedik könyve, harmadik regénye. Megjelent a Pesti Kalligram Kiadónál 2023-ban. A könyvet a 2023. évi Margó Irodalmi Fesztiválon mutatta be Valuska László.
A regény alapja egy valóban megtörtént gyilkosságsorozat, melyre 1916-ban derült fény. Elkövetője, Kiss Béla valóban létezett személy, brutális cselekedeteinek valószínűleg jóval több áldozata volt, mint ahányat fel tudtak kutatni. A könyv nem krimi, nem is dokumentumregény, hanem a történtek irodalmi feldolgozása és továbbgondolása.

## Cselekménye

### 1. rész

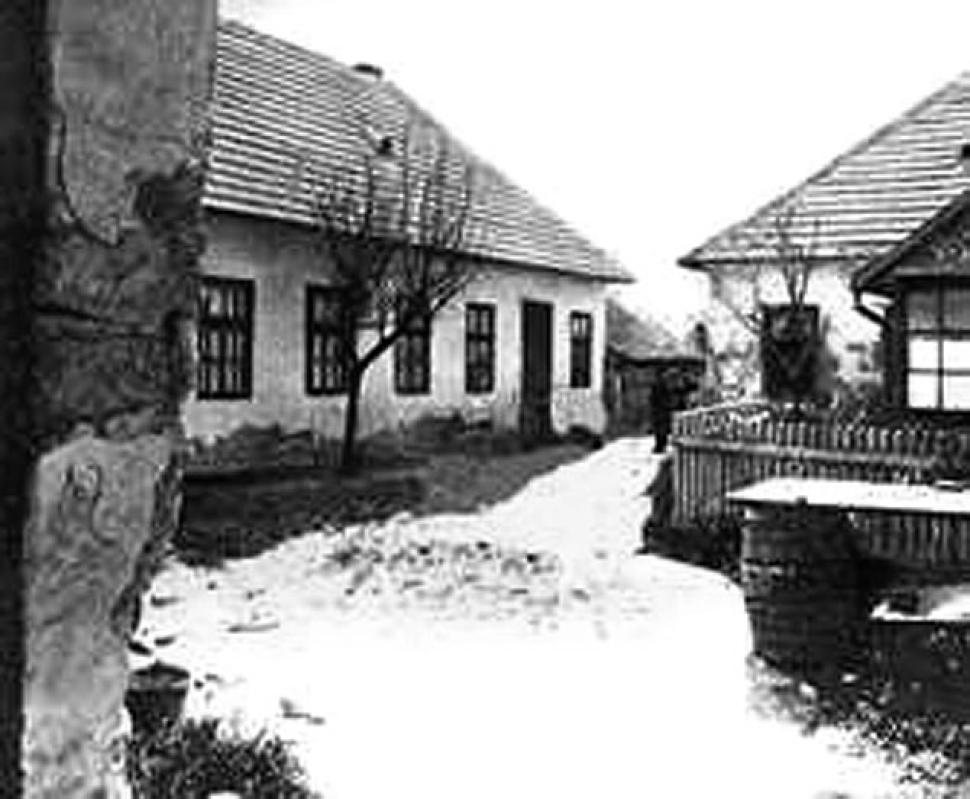
Kiss Béla otthona (bal oldalon)

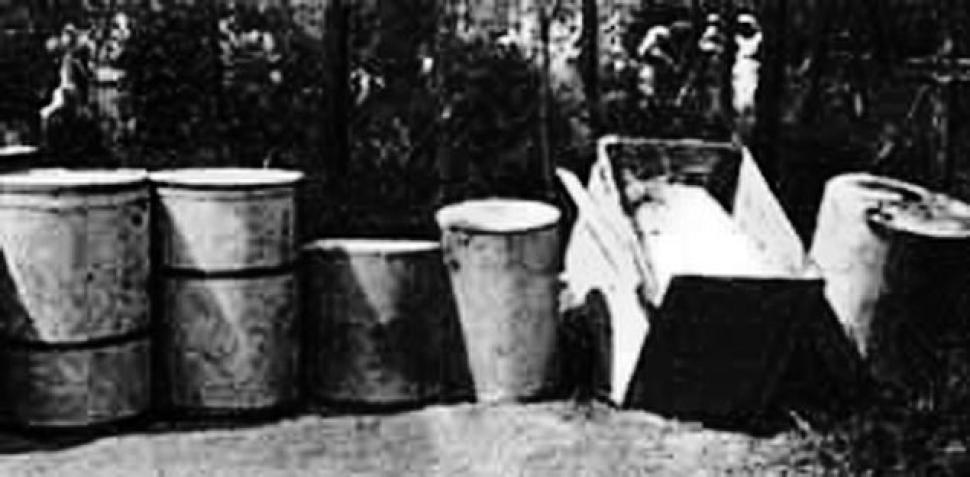
A hordók

1916 májusában Cinkotán egy udvarban hét légmentesen leforrasztott tetejű hordót találnak. Felnyitásukkor szörnyű sorozatgyilkosságra derül fény: a hordókból hét női holttest kerül elő. A rémtett híre az újságok címoldalára kerül, még a világháború híreit is megelőzi. A nyilvánvaló tettest, a házat bérlő Kiss Béla bádogosmestert a rendőrség nem találja, talán épp a fronton harcol. 
A pletykákra és szenzációkra éhes helybeli vénasszony, Vargyasné szeánszot hirdet. A házában összegyűltek egymásnak mondják el a szörnyűségek részleteit és az általuk ismert áldozatok élettörténetét.
Kiss Béla még gyerek volt, amikor apja állítólag emésztőbe fulladt, az anyát tébolydába küldték. (A nyomozó szerint 1880-ban elítélték és zárt intézetbe küldték, mivel „megesett, s nem bírván eltartani még egy porontyot, megfojtotta.” 140.). A jó képességű fiú nevelőhöz került, gyorsan kitanulta a bádogos szakmát, később az őt nevelő nénjével megszakította a kapcsolatot. Kiss Béla házasságot, biztos jövőt ígért áldozatainak. A kisvagyonú lányokra utazott, akik a rangban magasabban álló embert látták a műveltnek tűnő, megnyerő modorú bádogosmesterben. A szeánszon részvevőket azonban jobban érdekli a szerencsétlen áldozatok kiléte. Akik tudnak róluk valamit, egymásnak adják át a szót.
Júlia a pesti Keglevich-éknél volt cseléd, ahová „Hoffmann ezermester” (Béla, Béni) gyakran járt szerelőként. A cselédjét lenéző nagyságos asszony szinte felkínálta őt „Béniké”-nek. Julist kicsapták, miután ikreket szült, a gyerekeket gondozásba adta. Bécsbe, majd Cinkotára is követte Bélát, ezt már a szeánszon jelen lévő nővére meséli el.
Margitnak a szülei kis kávémérést vásároltak, oda kezdett járni Béla. Miután jóba lettek,  házasságot ígért és pénzt kért kölcsön, hogy önállósítsa vállalkozását. Ígéreteit nem tartotta be, és bár feljelentették, tisztázta magát, a kávémérést pedig el kellett adni. A továbbiakat az üzletet megvásárló nőtől hallhatják a szeánsz részvevői.
„A lányomat a harmadik hordóban azonosították” – kezdi egy magas, erős férfi, elakad a hangja. Falun éltek, de olyan szegényen, hogy a lányt, Máriát kénytelenek voltak elküldeni Pestre. Egy patikusnál, majd egy szentmihályi építőmesternél szolgált. Hirdetés útján ismerkedett meg az istenhívő, jó hírben álló bádogossal. Kelengyéjével, félretett pénzével, anyjától örökölt gyűrűvel ujján érkezett Cinkotára.
A 27 éves Katalin Hargitából érkezett, szüleit elvesztette. Már hétéves volt a gyereke, amikor egy rokonnak bevallotta, hogy megerőszakolták, a gyerek akkor fogant. A férje elzavarta a házból. Jó messze a falujától, Cinkotán kezdett új életet. A csendes, alázatos nő szobát bérelt, munkát kapott egy vendéglőben, ott látta meg Béla. Különös kegyetlenséggel végzett vele.
Egy idős házaspár Borisról, értelmi fogyatékos lányukról beszél, „abnormis” intézetbe adták. Felnőttként már nem bírták tovább fizetni az intézetet, keresni kellett valakit, aki hajlandó feleségül venni. A húga kereste fel Kiss Bélát a hirdetésére: jó a híre, könyvei vannak, gyónni jár. Elvitte hozzá Borist, a közeli esküvő reményében pénzt adott, de Béla levélben újra és újra pénzt kért. Miután a lány eltűnt, jelentették a rendőrségen, de nem találták meg.
Ilus 15 évesen egy nyolcgyerekes csákberényi családból szökött a városba. A szegényházból vette ki egy mátyásföldi cukrászmester, meséli a fiú, aki vele dolgozott. Mikor a cukrásztól terhes lett, „személyesen Fanny asszony közvetítette ki Ilust Bélának.” 
Egy Biharból érkezett anya Esztit, a lányát keresi a nyomozást vezető Gereblyés Károly detektívfőnöknél. 1914-ben az urától Pestre szökött egy talyigással, aki később elhagyta, majd Cinkotán élt. A hordók felnyitásakor a szoknyája egy darabját és egy levelét találták meg, őt magát nem tudták azonosítani.
A szeánszon megjelent Róza 1914 tavaszán találkozott Kiss Bélával, de mivel pénzét a szüleinél tartotta, a férfit már nem érdekelte. Kíváncsiságból maga kereste fel Cinkotán. Bevonulása előtt Béla házasságot ígért neki, majd egy lapon pénzt kért, mert fogságba esett. Később Jakubekné, a házvezetőnője közölte, hogy Béla állítólag meghalt. Nyilván nem akarta, hogy újra megkeressem, teszi hozzá Róza.
A Cunard Line hajózási társaság hirdetését nézi Kiss Béla a szobája falán, előtte maga készítette akvárium halacskákkal. A kikötőben néhány hordót emelnek az óceánjáróra, amely kivándorlókat szállít Amerikába. Kiss Béla a hajótiszttel diskurál. Összemosódik fantázia és valóság.

### 2. rész

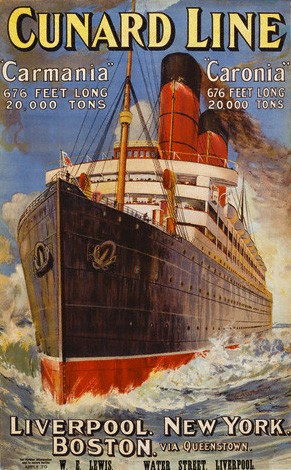
A Cunard Line társaság hirdetése (1905)

Az idős Morvay Ernő professzor elmegyógyintézeti igazgatót is felkérték, hogy lélektani módszerekkel segítsen Kiss Béla kézrekerítésében, mivel a rendőrségi nyomozás eredménytelen. Gereblyés nyomozótól tudja (már nem főnök, leváltották), hogy bécsi bejelentés alapján egy Júlia nevű nőt is keresnek.
Feljegyzéseket olvas és levelet fogalmaz híres olasz kollégájának, aki már hét éve meghalt. Egy ideges női ápoltat vezetnek el a folyosón, aki be akart jönni hozzá, a nővér alig bír vele. Ennek az ápoltnak a felügyeletét az igazgató dr. Bács Gézára bízta, aki maga is pszichés beteg. Ezért adott neki menedéket és munkát a klinikán, hogy elfoglalja magát.
A professzornak hirtelen az az ötlete támad, hogy testi, fizikai jellemzők alapján nem csak a bűnözésre, hanem talán az áldozattá válásra való hajlamot is előre lehetne körvonalazni. Ehhez ismerni és rendszerezni kéne az áldozatok testméreteit. (180–181.)
Bács doktor igyekszik eredményt felmutatni, közben ápoltját, Emmát szexuálisan kihasználja. Emma nem emlékszik a múltjára, de szenved és retteg a rémtől, aki állandóan üldözi. Bács doktor ráébred, hogy a rettegés mögött nem egy téveszme, hanem valamilyen reális esemény vagy személy állhat. Egy rohamában, amire a professzort odahívják, Emma (valójában Júlia) így nevezi a rémet: bádogember.
Morvay professzor értesíti Gereblyés nyomozót, majd új ötletének megfelelően nekilát lemérni a tiltakozó Emma testének minden porcikáját és feljegyezni adatait.

### 3. rész
Mária 30 év körüli szövőgyári irodai alkalmazott. Az 1930-as évek végén, nagy szerelmi csalódását követően olvasott egy apróhirdetést és válaszolt a feladónak. Találkozott a Béni nevű férfival, a közelükben ült Jakubekné is a szentmihályi cukrászdában. A Mária magához vette pénzét, holmiját és gyanakvását elaltatva felutazott Pestre. Elment a megadott címre, Béni, azaz Hoffmann Béla bérelt lakásába. Kis híján ő lett az újabb áldozat.
A 3. részben ezt a történetet Mária naplója és feljegyzései alapján egy távoli női rokona írja, aki az idős nőt utolsó napjaiban ápolja és traumájával gondolatban azonosul.

## A regényről

### Az íróval készített interjúkból
Interjúkban Nagy Gabriella elmondta, hogy a regény központi alakja, Kiss Béla valóban létezett személy, történetét a Kertvárosi Helytörténeti Gyűjtemény egyik füzetében találta. 1916-ban, amikor a hordókat felnyitották, tele volt vele a sajtó.
A talált anyagból az írót főként két dolog érdekelte. Az ügy megoldatlansága, hiszen a gyilkost soha nem fogták el, még azt sem tudni, valóban meghalt-e 1915-ben egy szerbiai kórházban vagy esetleg tovább élt Amerikában, habár az 1930-as években látni vélték Pesten. A másik nagyon erős élmény az volt, hogy milyen keveset lehet tudni az áldozatokról; hogy kik ők, és létezik-e olyan, hogy „született áldozat”. 
Nem krimit akart írni tehát – bár lett egy ilyen rétege is a regénynek –, de nem is az áldozatokról szóló dokumentumregényt. „Ezért gondoltam, hogy a cinkotai helybeliek, tanúk, az áldozatok rokonai, ismerősei beszéljék el a történeteket kórusban, egy házi szeánsz keretében. Az ő gondolkodásukat és reflexióikat rekonstruáltam… [és az alaptörténetet] végigvittem a XX. századon, az 1900-as évektől úgy a ’90-es évekig.” A könyv címe arra utal, hogy a gyilkos állítólag ezzel hitegette az áldozatokat.

### Kritikai fogadtatása
- „Nagy Gabriella mesteri módon ötvözi a tényeket a fikcióval. (…) A kötetben a cseléd-hétköznapokhoz hasonló női sorsok vetülnek elénk, azoké, akik falujukból, netán országukból elvágyódnak, s talán „idegenekként”, épp ezért nem számíthattak a hatóságok, vagy a szomszédok segítségére.”[4]

- „Az Elviszlek Amerikába valódi írói remeklés. [Témája] a köznapibb értelemben vett viktimológia, a bántalmazó, manipulatív kapcsolatok, hatalmi viszonyok és érzelmi függőségek lélektana, a traumák transzgenerációs ismétlődése” – írja az Élet és Irodalom kritikusa. A regény három részből áll, mindhárom résznek más a nyelvezete. Az első részben minden megszólaló a korabeli élőbeszédet, a második rész a tudományos nyelvezetet imitálja, a harmadik rész helyenként lírai, látomásos szövegekből áll.[5]

- ÉS-KVARTETT. A regényről tartott nyilvános beszélgetésből:[6]

– Alulnézetből látjuk az 1910-es évek magyar társadalmát. Ezeknek a kiszolgáltatott, nyomorult lányoknak a boldogulási lehetőségeit… Nemcsak anyagi, hanem érzelmi kiszolgáltatottságról is szól a regény, valamint arról, hogy a korabeli társadalom hogyan ítéli meg ezeknek a lányoknak a helyzetét... Mégis bosszúsan tettem le a regényt, mert a végét hatásvadásznak éreztem. (Deczki Sarolta)
– …nagyszerű, igen rafinált írói teljesítménynek érzem az első száz oldalt. Maga a téma, a bántalmazások, a függőségek, a traumák transzgenerációs ismétlődése is baromi fontos. Szerintem az író jól választotta meg az eszközeit, hogyan tud ebből az anyagból dolgozni. (Károlyi Csaba)
– Nekem az volt a fejemben végig, hogy ez az abúzus társadalomtörténete. A történelmi keret pedig valóban csak keret, mert ez nagyon mai történet. Akkor is, ha a korabeli társadalom nyelvének megidézésével el lehet a mától távolítani. (Zelei Dávid)